# Tressin
Tressin település Franciaországban, Nord megyében. Lakosainak száma 1390 fő (2022. január 1.). Tressin Villeneuve-d’Ascq, Anstaing és Chéreng községekkel határos.

## Népesség
A település népessége az elmúlt években az alábbi módon változott:
| Lakosok száma | 1430 | 1415 | 1440 | 1408 | 1409 | 1405 | 1401 | 1395 | 1390 |
|               | 2013 | 2015 | 2016 | 2017 | 2018 | 2019 | 2020 | 2021 | 2022 |